# 桑山 (防府市)

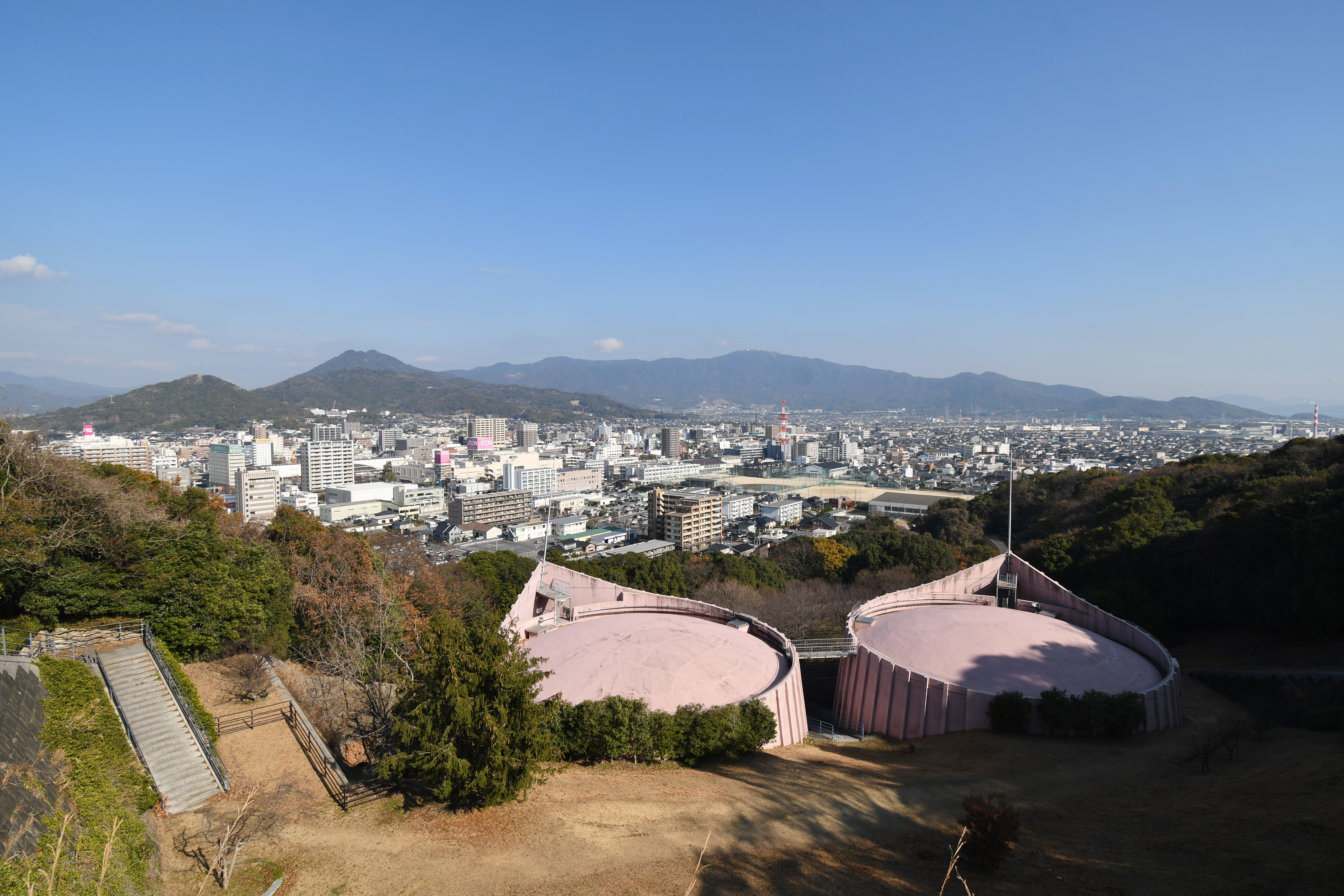
中腹から望む防府市街地

桑山（くわのやま）は、山口県防府市にある標高107.4mの山で、山頂からは防府の町並みから港側の工場地帯まで一望できる。
県道を挟んで隣に弥生時代中頃の高地性集落遺跡の井上山がある。

## 概要
市街地の中心部に所在し、全体が桑山公園として整備されている。東の山麓に大楽寺（夏目雅子の墓がある）、中腹には防府市護国神社がある。
護国神社境内地には慶応元年に作られた幕末に御楯隊の調練場があった。明治になり志士達の桑山招魂場がつくられ山田顕義揮毫の招魂碑がある。